# Брама в Густині. Церква св. Миколи
Брама в Густині. Церква св. Миколи — малюнок Шевченка з альбому 1845 року (аркуш 3), виконаний у 1845 році. Зліва внизу чорнилом напис рукою Шевченка: брама в Густыни.
В літературі згадується під назвою «Брама с развалиной бывшей в ней церкви во имя св. Варвары — Густынский монастырь. 1844», «Св. ворота в Густыни». Сепія.